# Rhinocypha watsoni
Rhinocypha watsoni là loài chuồn chuồn trong họ Chlorocyphidae. Loài này được van Tol & Rozendaal miêu tả khoa học đầu tiên năm 1995.